# Operation: Mindcrime II
Operation: Mindcrime II är det nionde studioalbumet av det amerikanska progressiv metal-bandet Queensrÿche, utgivet 4 april 2006 av skivbolaget Rhino Records. Albumet är en uppföljare till Operation: Mindcrime från 1988.

## Låtlista
1. "Freiheit Overtüre" (instrumental) (Eddie Jackson, Jason Slater, Mike Stone) – 1:35
2. "Convict" (Geoff Tate) – 0:08
3. "I'm American" (Slater, Stone, Tate) – 2:53
4. "One Foot in Hell" (Slater, Stone, Tate) – 4:12
5. "Hostage" (Jackson, Tate, Michael Wilton) – 4:29
6. "The Hands" (Slater, Tate, Wilton) – 4:36
7. "Speed of Light" (Slater, Stone, Tate) – 3:12
8. "Signs Say Go" (Slater, Stone, Tate) – 3:16
9. "Re-Arrange You" (Slater, Stone, Tate) – 3:11
10. "The Chase" (Slater, Stone, Tate) – 3:09
11. "Murderer?" (Slater, Tate, Wilton) – 4:33
12. "Circles" (Jackson, Slater, Tate) – 2:58
13. "If I Could Change It All" (Slater, Stone, Tate) – 4:27
14. "An Intentional Confrontation" (Slater, Stone, Tate) – 2:32
15. "A Junkie's Blues" (Slater, Stone, Tate) – 3:41
16. "Fear City Slide" (Slater, Stone, Tate) – 4:58
17. "All the Promises" (Slater, Stone, Tate) – 5:10

## Medverkande
Queensrÿche-medlemmar
- Geoff Tate – sång
- Michael Wilton – gitarr
- Eddie Jackson – basgitarr, bakgrundssång
- Mike Stone – gitarr, bakgrundssång

Bidragande musiker
- Ronnie James Dio – röst (Dr. X, spår 10)
- Pamela Moore – röst (Sister Mary)
- Miranda Tate – bakgrundssång (spår 6)
- Mitch Doran – trummor, gitarr, programmering, bakgrundssång
- Jason Slater – trummor, basgitarr, bakgrundssång
- Matt Lucich – trummor
- Ashif Hakik – orkesterarrangemang, keyboard, gitarr

Produktion
- Jason Slater – producent, ljudtekniker, ljudmix
- Karen Ahmed – med-producent
- Kenny Nemes – exekutiv producent
- Ashif Hakik – ljudtekniker, assisterande ljudmix
- Chris Wolfe – ljudmix
- John Greenham – mastering
- Dave Schjolden – tekniker
- Roger Gorman – omslagsdesign
- Rory Berger, Garrett Barati – omslagskonst